# Осколец (село)
Осколец — село в Губкинском городском округе Белгородской области, расположено на реке Осколец (правый приток Оскола).
Является центром Осколецкой сельской территориальной администрации.
В селе находится Свято-Михайловский храм, построенный в 1838 году. Восстановлен и освящён в 1998 г.
Есть мемориал «Павшим односельчанам», на котором увековечены имена жителей села, погибших в Великую Отечественную войну.

## Внутреннее деление

Свято-Михайловский храм

Село разделено на 8 районов (улиц): Буденовская, Булочная, Жукова, Логовая, Молодёжная, Полевая, Федоровская, Центральная.

## Климат
Климат — умеренно континентальный, характеризуется жарким летом и относительно холодной зимой. Среднегодовая температура составляет + 7,0 °C. В наиболее холодные зимы температура падает до — 25 °C. Важной особенностью является то, что почвенный покров представляет собой богатейшие запасы чернозема, толщина слоя которого в некоторых местах достигает одного метра.

## История
По данным «Памятной книжки Курской губернии на 1892 год» (издание Курского губернского Статистического комитета, составлена секретарём комитета Т. И. Вержбицким) село входило в состав Панковской волости Старооскольского уезда Курской губернии, и делилось на две части рекой Осколец — собственно село с церковью (проживало 567 мужчин и 646 женщин) и деревню (462 мужчины, 479 женщины).